# کاتیا ۱۱۱۳
سیارک ۱۱۱۳ (به انگلیسی: 1113 Katja، نامگذاری:1928QC) هزار و صد و سیزدهمین سیارک کشف شده‌است که در ۱۵ اوت ۱۹۲۸ و در رصدخانه سایمیز کشف شد.
قدر مطلق سیارک برابر ۹٫۴۰ است.